# Halaelurus hispidus
Espèce
Halaelurus hispidus est une espèce de requins.